# Pseudostomella cheraensis
Pseudostomella cheraensis is een buikharige uit de familie Thaumastodermatidae. Het dier komt uit het geslacht Pseudostomella. Pseudostomella cheraensis werd in 2007 voor het eerst wetenschappelijk beschreven door Priyalakshmi, Menon & Todaro. 